# Ligne de La Plaine à Ermont - Eaubonne
La ligne de La Plaine à Ermont - Eaubonne est une ligne ferroviaire française de la banlieue Nord de Paris. Connue jadis sous le nom de « ligne des Grésillons » ou « ligne des Docks », elle est identifiée de nos jours sous les noms de section de lignes « Ermont - Plaine » ou « Ermont - Champ-de-Mars », pour la différencier de la ligne Paris-Nord - Ermont-Eaubonne via Saint-Denis.
De plus, il ne faut pas la confondre avec le chemin de fer industriel des Grésillons, voie de desserte industrielle qui s'y embranche. Elle constitue la ligne 963 000 du réseau ferré national.
Depuis le 25 septembre 1988, l'essentiel de son tracé est intégré à la ligne d'Ermont - Eaubonne au Champ-de-Mars dite ligne Vallée de Montmorency - Invalides (VMI), qui constitue une branche nord-ouest de la ligne C du RER.

## Histoire

### Création et essor de la ligne

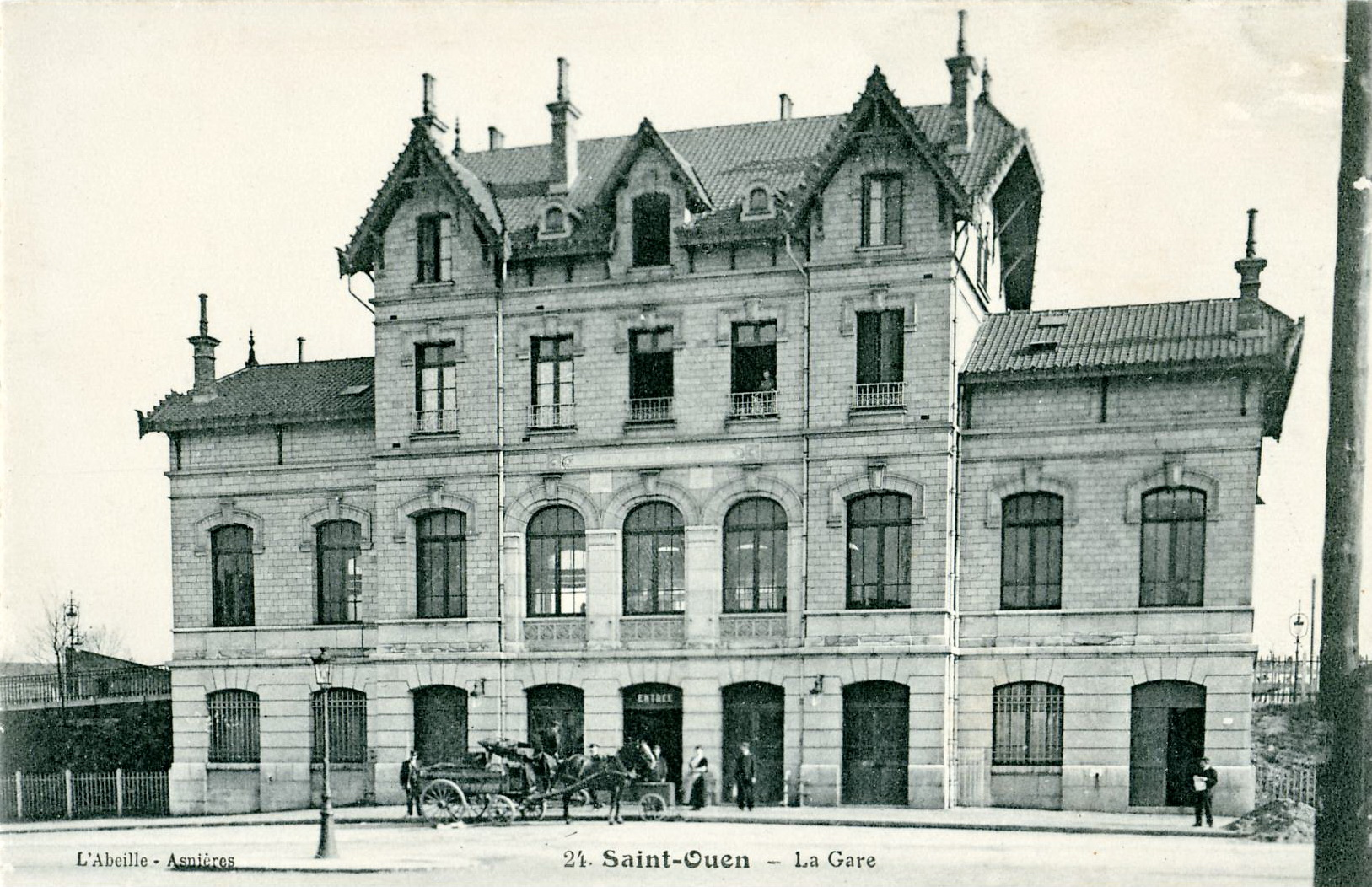
La gare de Saint-Ouen-sur-Seine, au début du XXe siècle, aujourd'hui désaffectée.
Toutes les gares de la ligne étaient très largement couvertes de céramique.

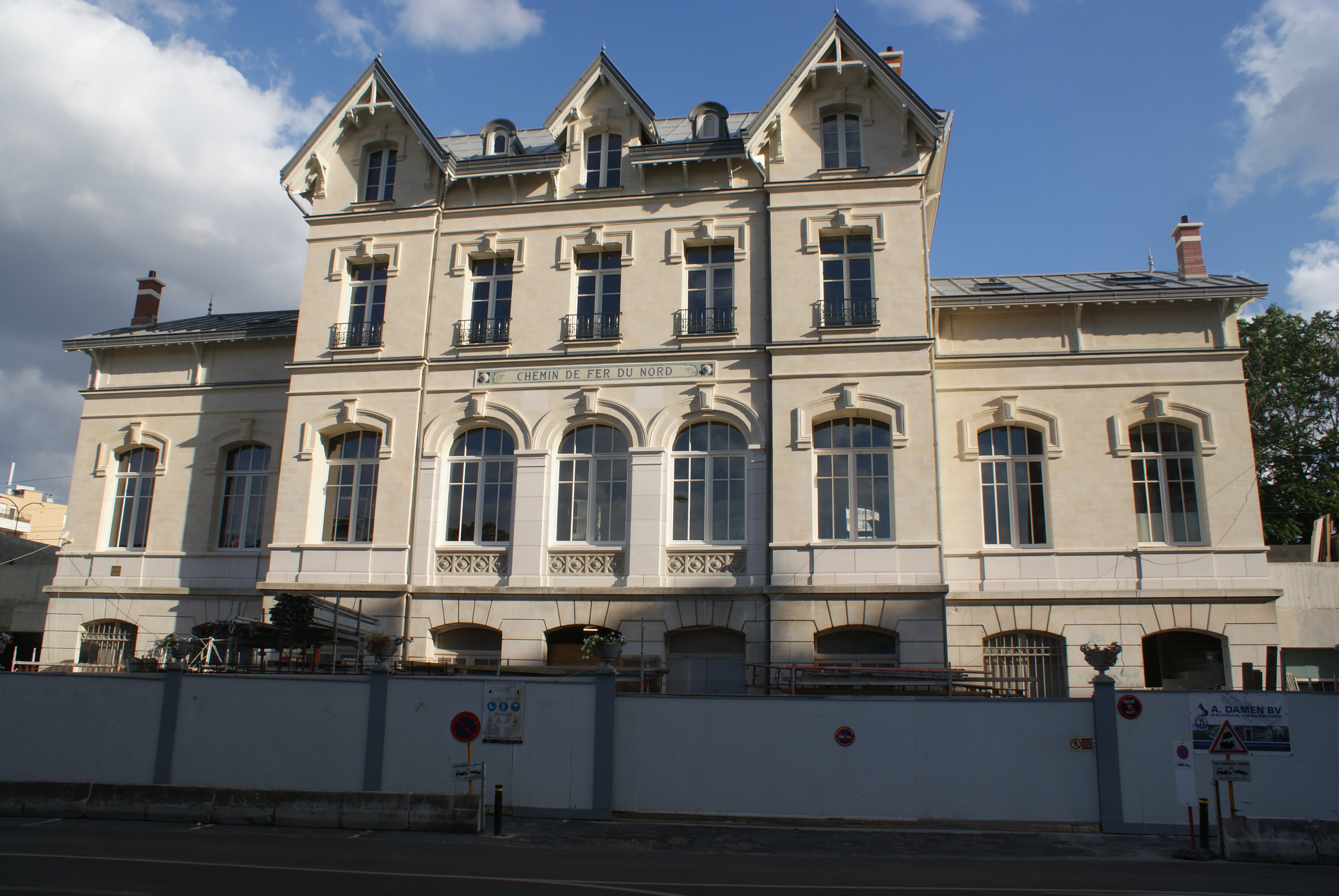
L'ancienne gare de Saint-Ouen-sur-Seine en cours de rénovation en 2017

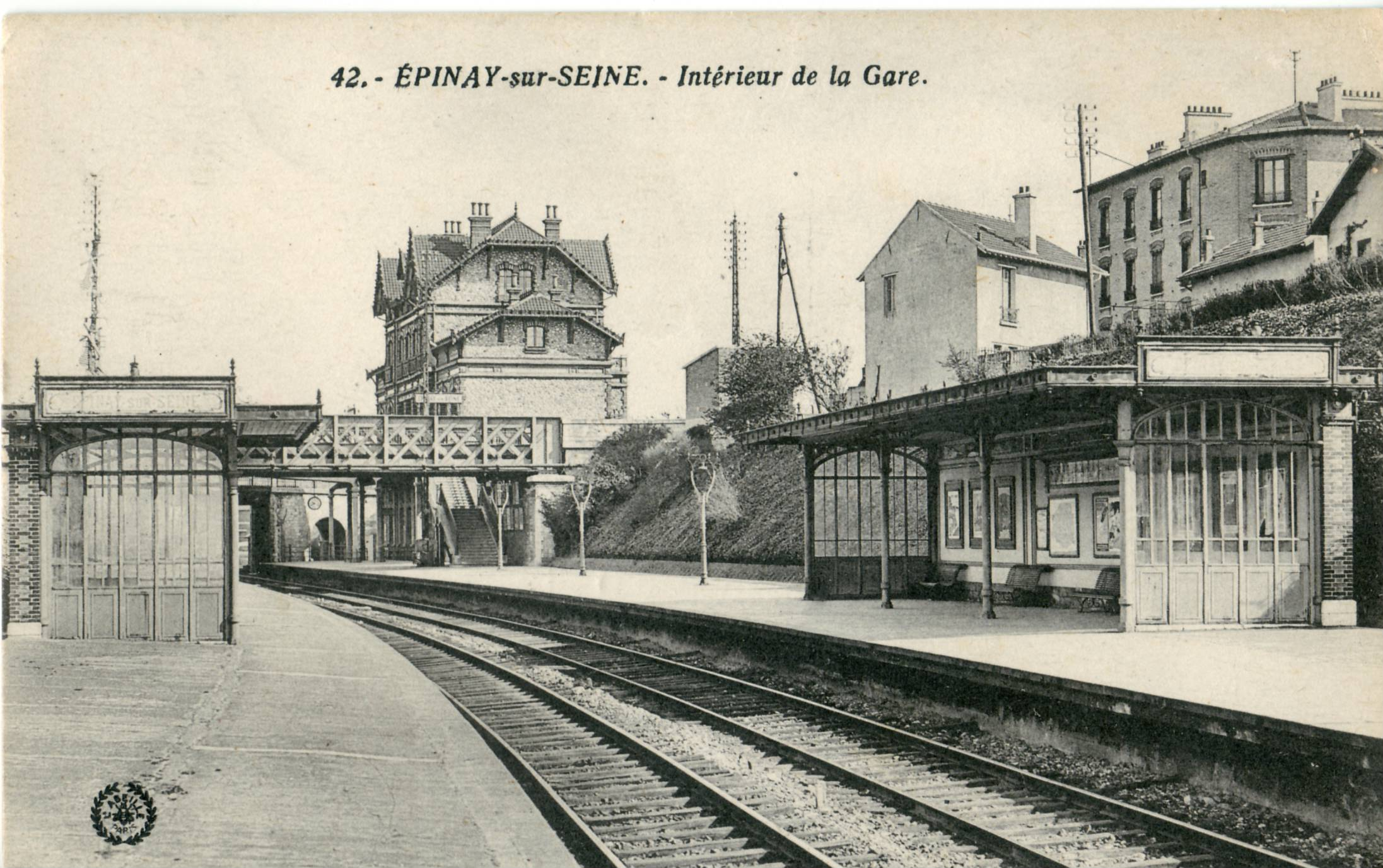
Les quais de la gare d'Épinay-sur-Seine au début du XXe siècle.

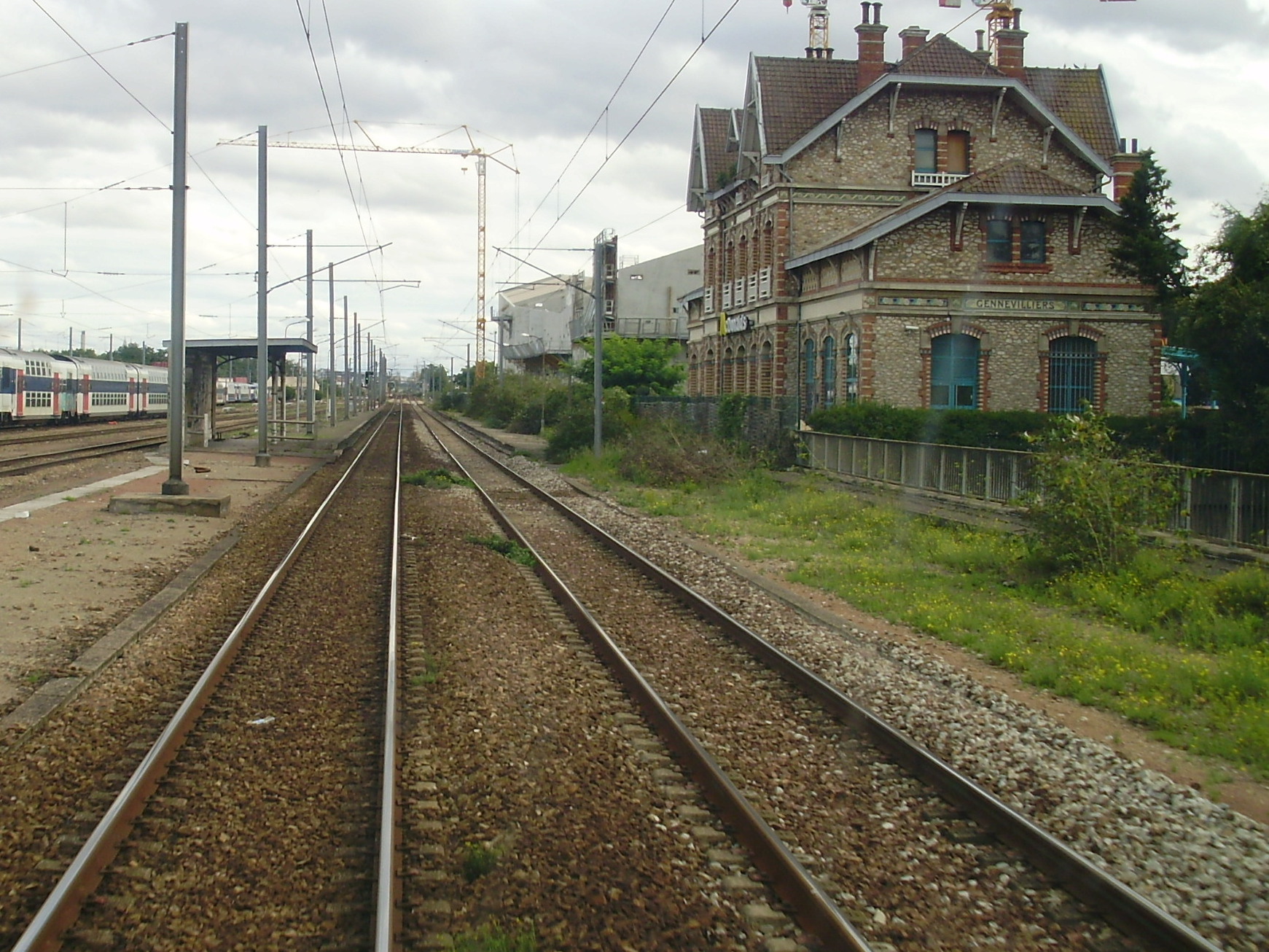
Vue de l'ancienne gare de Gennevilliers depuis la cabine de conduite d'une rame du RER C.

En 1874, un décret déclare d'utilité publique l'établissement d'un chemin de fer de jonction entre les Docks de Saint-Ouen et la gare de marchandises de la plaine Saint-Denis. La ligne est concédée à la Compagnie des chemins de fer du Nord qui s'est vu rétrocéder quelques mois plus tôt le chemin de fer de raccordement des docks de Saint-Ouen avec le chemin de Ceinture. Deux types de service voyageur cohabitaient : l'un vers la gare de Paris-Nord, l'autre jusqu'à la gare de Pantin grâce à la ligne de La Plaine à Pantin.
La Compagnie des chemins de fer du Nord reçoit la concession éventuelle d'une ligne de Saint-Ouen-les-Docks à Ermont-Eaubonne par la convention du 3 juin 1901, approuvée par la loi du 20 juillet 1901. La ligne comportait un raccordement vers la ligne de Grande Ceinture à Épinay-sur-Seine. La concession devient définitive avec la déclaration d'utilité publique, prononcée par décret le 9 janvier 1904,. Un raccordement vers Sannois sur la ligne de Paris-Saint-Lazare à Ermont - Eaubonne est ajouté à partir de Saint-Gratien. Pour la compagnie du Nord, la ligne a pour objectif d'augmenter le débit des lignes parvenant à la gare terminus de Paris-Nord, de desservir l'importante agglomération de Gennevilliers et de permettre une desserte d'Épinay-sur-Seine et de Saint-Gratien pour la villégiature.
La ligne d'Ermont - Eaubonne à La Plaine et à la Gare du Nord via Gennevilliers est mise en chantier en 1905 et inaugurée avec ses deux raccordements le 1er juillet 1908,. Un grand soin est apporté à l'édification des bâtiments voyageurs, largement dimensionnés et à l'architecture élégante.
Au-delà de la proche banlieue, la ligne traverse des zones relativement peu denses, et le trafic voyageurs reste en conséquence modéré. La desserte, irrégulière, comporte des intervalles de trente minutes à deux heures durant la journée ; elle est assurée par des locomotives de type 222 T ou 232 T tractant des voitures ordinaires ou articulées pour trains-tramways. Les rames effectuent au nord la boucle terminale via le raccordement de Saint-Gratien, leur évitant un retournement en gare d'Ermont - Eaubonne avec remise en tête de la machine. L'utilisation de ce raccordement cesse aux alentours de 1925. Les raccordements en triangle établis en 1908 entre la ligne et la Grande Ceinture sont quant à eux démontés en septembre 1923.
Durant les années 1930, la ligne est équipée du matériel classique du réseau Nord, constitué de voitures métalliques. Si le trafic voyageurs reste assez marginal, le trafic de marchandises en revanche est important. La desserte du pont de Saint-Ouen par trains-tramways, devenue très réduite, est supprimée au service d'hiver 1935/1936<.

### Déclin de la ligne
Après la Seconde Guerre mondiale, la ligne constitue un ultime vestige des trains-tramways du Nord et dessert la gare de La Plaine-Tramways, ancien nœud actif de correspondances devenu au fil du temps une gare quasi déserte, perdue au milieu des nombreux faisceaux de voies de La Chapelle. Le service n'a connu aucune évolution significative contrairement aux lignes proches. Les voitures de type Nord ont laissé place à des voitures métalliques réversibles Talbot Ouest circulant en réversibilité vapeur. La desserte demeure peu attractive, conséquence d'une politique de stricte économie réduisant l'entretien au minimum et négligeant tout investissement.
Lors de l'électrification du réseau Nord, achevée par la ligne d'Ermont - Eaubonne à Valmondois en décembre 1970, la ligne des Docks reste en marge, mais voit toutefois la traction vapeur également disparaître, mais au profit de la traction thermique. Durant les années 1970 et 1980, la ligne reste toujours très en retrait par rapport aux autres lignes de banlieue voisines. Sa desserte est restée particulièrement médiocre. Son matériel, toujours constitué de rames Talbot, tractées en diesel par des BB 66000, chauffées à la vapeur en hiver par des fourgons-chaudières, ou BB 66400, est également dépassé. Aux heures creuses, un autorail de type X 4500 assure la desserte. L'équipement de la ligne est également désuet, avec la survivance du block Lartigue Nord avec ses sémaphores caractéristiques. Peu attractive, elle est particulièrement peu fréquentée.
La ligne subit paradoxalement son intégration au SDAU de 1965, conçu sous l'autorité de Paul Delouvrier, qui prévoit son intégration à la grande transversale Nord-Sud du RER, la SNCF restant sur une certaine position d'attentisme. Bien que ce projet ambitieux soit rapidement ajourné, il est toutefois décidé, en 1972, d'effectuer un minimum de travaux de modernisation sur la ligne. Une gare nouvelle est créée à Saint-Ouen, terminus partiel donnant correspondance à la ligne 13 du métro à la station Garibaldi.
Faute de place, la ligne étant coincée entre plusieurs usines, et vu l'intention de limiter au minimum les investissements nécessaires, le quai est établi à l'emplacement d'une des deux voies de circulation. Cet état de fait impose au trafic fret des sillons limités, les trains de marchandises ne pouvant franchir cet arrêt qu'en l'absence d'un train de voyageurs, dont certains y effectuent leur retournement. La nouvelle gare est ouverte le 28 mai 1972 et devient le terminus de dix aller-retours quotidiens, ajoutés à la trame existante.
Le trafic ne connaît pas d'augmentation significative ; la correspondance s'avère en effet assez longue par la voie publique, en l'absence de couloir adapté, et cet aménagement des horaires reste loin d'un véritable cadencement comparable aux autres lignes de proche banlieue. En conséquence, le block automatique lumineux devient obligatoire entre La Plaine et Gennevilliers.
À partir du 25 septembre 1977, les trains restent limités au parcours entre Saint-Ouen-Garibaldi et Ermont - Eaubonne, en raison du démarrage des grands travaux dans l'avant-gare du Nord, en vue de la création de la gare souterraine du futur RER et de l'interconnexion Nord-Sud. Les gares de La Plaine-Tramways et du Pont-Marcadet sont fermées définitivement.

### Projet VMI

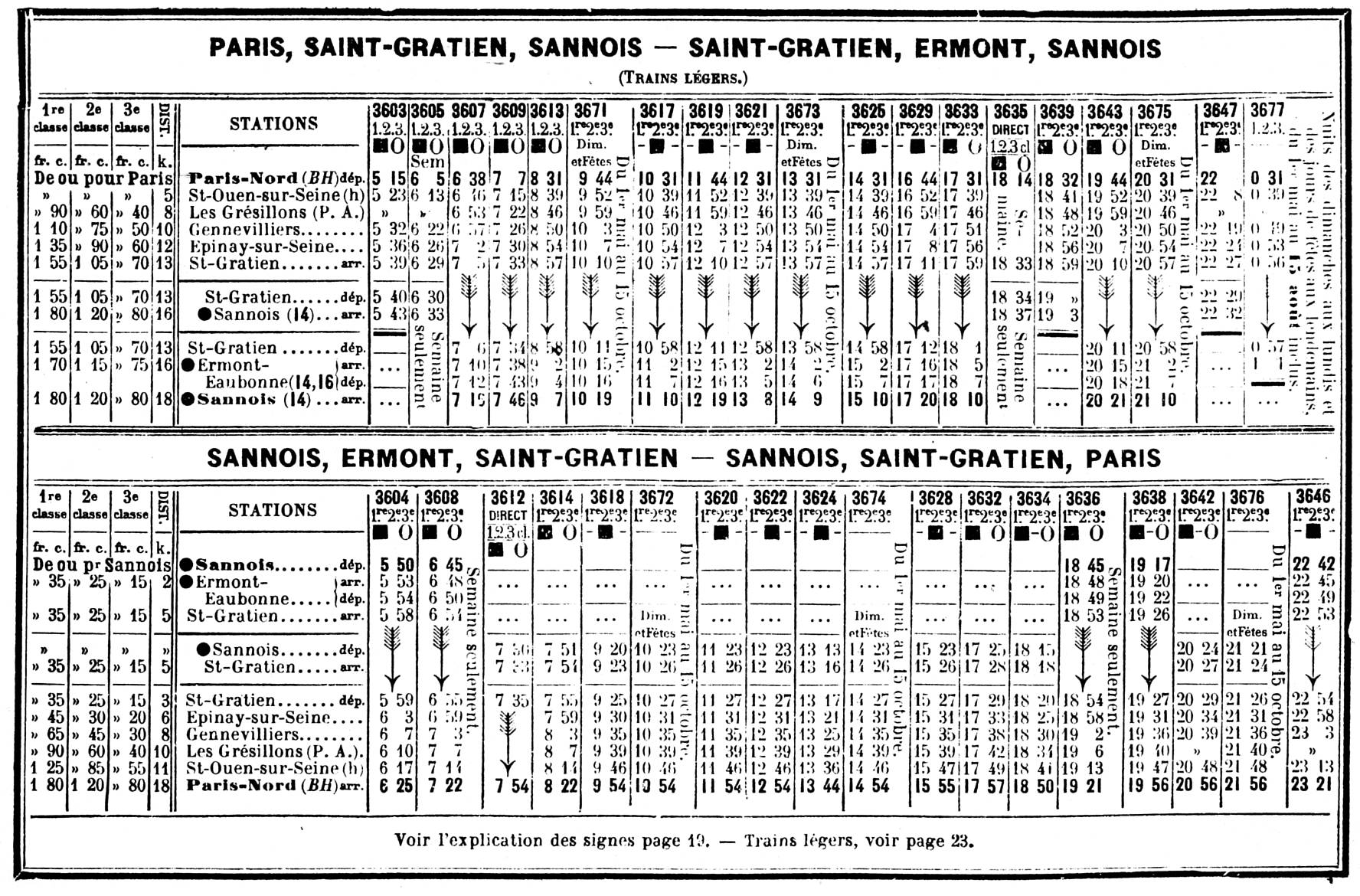
Grille horaire de la ligne des docks en 1914. Il fallait alors un peu plus d'une demi-heure pour relier la gare du Nord à Ermont via Gennevilliers.

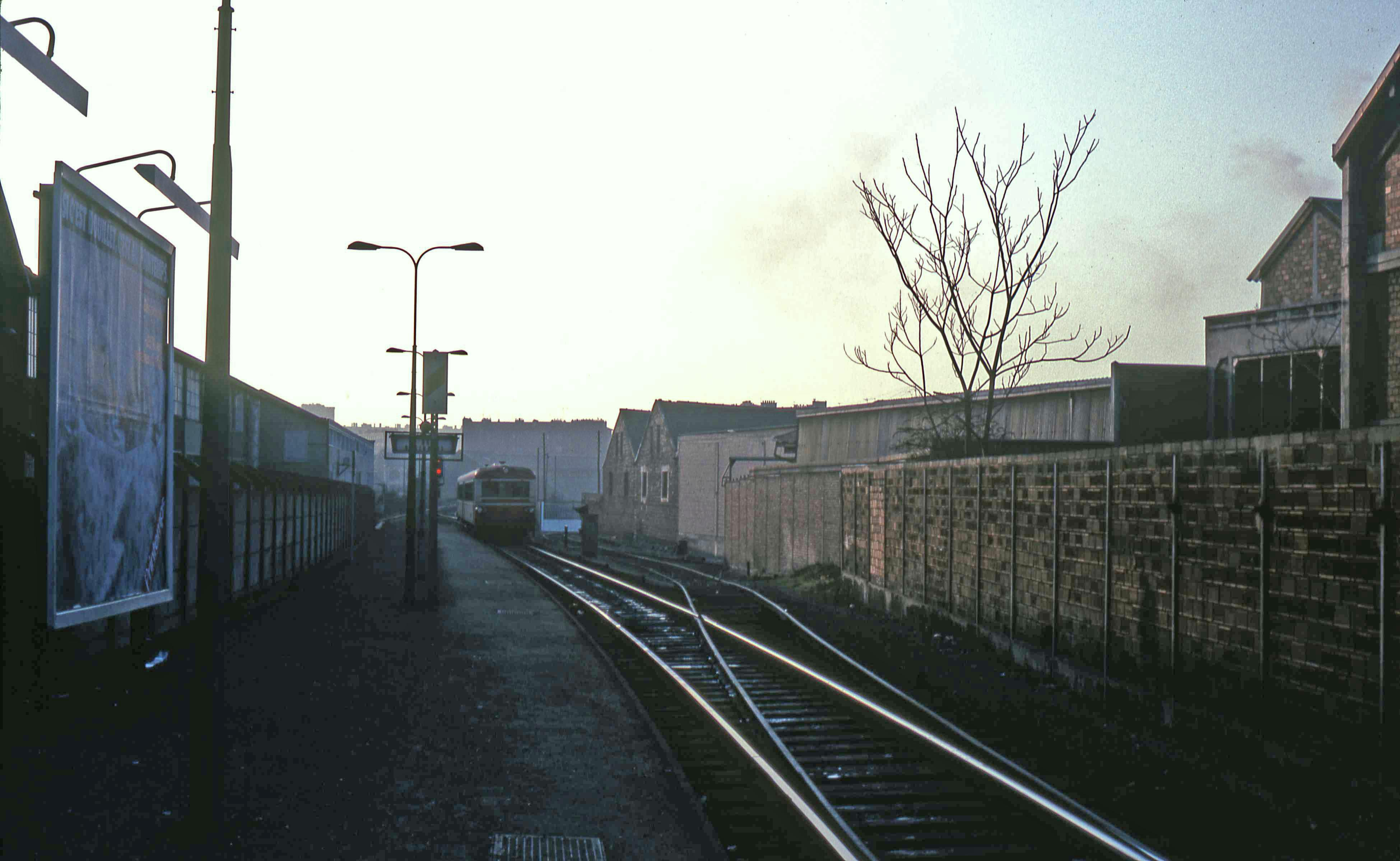
Le terminus de Saint-Ouen-Garibaldi en 1980. Aujourd'hui ce point d'arrêt n'existe plus et les deux voies sont électrifiées pour les trains de marchandises.

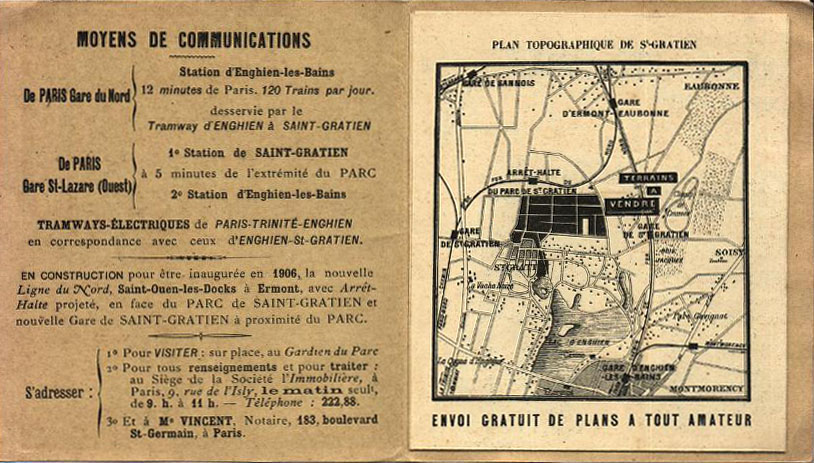
Publicité pour un lotissement à Saint-Gratien vers 1904-1905, mettant en valeur la qualité de sa desserte en transports en commun, et annonçant l'ouverture pour 1906 de la ligne des Grésillons.
Lotissements et desserte par les transports en commun étaient, au XIX et au début du XX, des éléments interdépendants qui permirent l'urbanisation résidentielle de la banlieue.

Le projet VMI est mis au point par la SNCF au début de 1977 en vue de desservir la ville-nouvelle de Cergy-Pontoise. Il est décidé de construire un embranchement de la ligne C du RER utilisant des infrastructures abandonnées ou sous-employées entre la gare du Champ-de-Mars et celle d'Ermont - Eaubonne. La nouvelle liaison intègre l'essentiel de la ligne d'Ermont à Saint-Ouen-les-Docks au nord et de la ligne d'Auteuil au sud. Elle utilise essentiellement des lignes existantes à moderniser, avec la construction d'un nouveau raccordement aux Épinettes, seule section nouvelle, qui permet de relier la Petite Ceinture à la ligne des docks de Saint-Ouen qui s'embranche sur la ligne de La Plaine à Ermont - Eaubonne.
Après une multitude d'entraves qui provoquent un important retard, la nouvelle liaison Vallée de Montmorency - Invalides, nouvelle branche nord-ouest du RER C, est enfin mise en service pour le service d'hiver le 25 septembre 1988. Elle dessert la banlieue nord-ouest, à l'époque en direction de Montigny - Beauchamp et d'Argenteuil.

## La ligne

### Tracé
La ligne se débranche de la ligne de Paris-Nord à Lille à la limite de Paris et Saint-Ouen. La partie qui n'a pas été intégrée au RER C, a la particularité d'être très sinueuse au cœur du tissu urbain audonien, avec pas moins de huit ponts-rail entre le cimetière parisien et la jonction avec la ligne VMI. Elle se dirige ensuite en direction de l'ouest, où la rejoint la liaison Vallée de Montmorency - Invalides, puis au nord-ouest jusqu'à Ermont - Eaubonne qu'elle atteint après la traversée de la banlieue nord de la capitale. Elle se joint, dans cette gare, à la ligne Paris - Pontoise sur le réseau Nord.
La ligne est électrifiée, comme tout le réseau Nord, en 25 kV-50 Hz monophasé par la sous-station de Saint-Denis - La Briche, et télécommandée par le central sous-station de Paris-Nord,.
Elle est entièrement équipée du block automatique lumineux, du contrôle de vitesse par balises (KVB) et d'une liaison radio sol-train de Paris à Ermont - Eaubonne.

### Vitesses limites
Vitesses limites de la ligne en 2012 pour tous les types de trains en sens impair (certaines catégories de trains, comme les trains de marchandises, possèdent des limites plus faibles) :
| De                                               | À                                                | Limite |
| ------------------------------------------------ | ------------------------------------------------ | ------ |
| Ermont - Eaubonne                                | Pancarte km 20,5                                 | 60     |
| Pancarte km 20,5                                 | Saint-Gratien                                    | 90     |
| Saint-Gratien                                    | Bifurcation de Saint-Ouen (pk 11,7 VMI/6,3 Nord) | 100    |
| Bifurcation de Saint-Ouen (pk 11,7 VMI/6,3 Nord) | Paris la Chapelle Poste E                        | 60     |

## Service ferroviaire
Ce raccordement est principalement utilisé pour les circulations de fret et, très rarement, pour certains acheminements de matériels appartenant au Transilien.
Il existe encore sur ce raccordement un embranchement particulier desservi par Fret SNCF ; il est situé sur le triage des Docks, de la Compagnie parisienne de chauffage urbain (CPCU). Entre fin octobre et mi-avril durant la grande période hivernale, un train complet jusqu'à 2 000 tonnes de charbon y circulait, avant 2015, où un mixte énergétique plus vertueux avec la biomasse a été mis en œuvre, afin d'alimenter les chaufferies fournissant en vapeur d'eau une bonne partie des institutions publiques de Paris.
Jusqu'en mars 2021, une antenne de fabrication de PSA Peugeot Citroën y était implantée où Fret SNCF récupérait, par une desserte journalière, les chutes de métal des pièces usinées.